# 1776 pr. n. št.

## Smrti
- Šamši-Adad I., asirski kralj (* okoli 1860 pr. n. št.)